# Islas Sandwich del Sur
Las islas Sandwich del Sur (también conocidas en Argentina como Islas Esquivel) constituyen un archipiélago deshabitado de 310 km² ubicado en el océano Atlántico Sur. Este archipiélago está conformado por un arco de 11 islas de origen volcánico que avanza hacia el este. Las islas poseen poca flora y fauna terrestre. Su clima es frío.
Son administradas por el Reino Unido como parte del territorio británico de ultramar de las Islas Georgias del Sur y Sandwich del Sur (en inglés: British Overseas Territory of the South Georgia and the South Sandwich Islands). Sin embargo, la totalidad del archipiélago es reivindicado por la República Argentina que lo hace parte integrante del departamento Islas del Atlántico Sur dentro de la provincia de Tierra del Fuego, Antártida e Islas del Atlántico Sur.
La isla más austral de todas es la isla Cook, donde se encuentra el sector punta Mar Tendido. Esta punta se encuentra a tan solo 50 kilómetros al norte del paralelo 60°S, el límite norte del sector de la Antártida convenido internacionalmente en el Tratado Antártico.

## Historia
Las islas fueron nombradas en honor a John Montagu, IV conde de Sandwich, Primer Lord del Almirantazgo Británico, agregándoles «del Sur», para distinguirlas de las «islas Sandwich», ahora conocidas como Hawái. Américo Vespucio ha sido señalado como el descubridor de las islas en el viaje al servicio de Portugal iniciado en Lisboa en mayo de 1501 dirigido por Gonzalo Coelho, del cual tomó el mando a los 32° sur. En una carta a Piero Soderini, fechada en Lisboa a 4 de septiembre de 1504 y denominada «Lettera di Amerigo Vespucci delle isole nuovamente trovate in quatro suoi viaggi» (Carta de Américo Vespucio sobre las islas reencontradas en cuatro de sus viajes) el navegante relató:

Y tanto navegamos por ese viento [sirocco] que nos encontrábamos tan altos que el polo del mediodía se elevaba fuera de nuestro horizonte 52° y no veíamos las estrellas de la Osa Menor ni de la Mayor, estando alejados del puerto de donde partimos unas 500 leguas por el sirocco [SE]. Esto fue el día 3 de abril [1502]. Este día se levantó en el mar una tormenta tan recia que nos hizo amainar del todo nuestras velas y corrimos a palo seco, con mucho viento que era el Lebeche [del SW], con olas grandísimas y el aire tormentoso, y era tanta la tempestad que toda la flota estaba en gran temor. Las noches eran muy largas que tuvimos una la del 7 de abril que fue de 15 horas, porque el sol se encontraba al final de Aries y en esta región era invierno como puede calcular V.M. En medio de esta tormenta avistamos el día 7 de abril una nueva tierra de la cual recorrimos cerca de 20 leguas encontrando la costa brava, y no vimos en ella puerto alguno ni gente, creo porque era el frío tan intenso que ninguno de la flota se podía remediar ni soportarlo

Se atribuye a James Cook el otro avistamiento de estas islas el 30 de enero de 1775 a borde del buque HMS Resolution, más exactamente las islas meridionales del mismo (Tule del Sur). Se presume que foqueros hicieron el primer desembarco en 1818, luego el explorador ruso Fabian Gottlieb von Bellingshausen descubrió las islas septentrionales, desembarcando el 24 de diciembre de 1819 en la isla Zavodovski, que nombró en honor del Iván Zavodovski, capitán del buque Vostok. Desde entonces, las islas fueron visitadas por exploradores y cazadores de ballenas y focas peleteras.
El primer asentamiento humano no se realizó sino hasta el 14 de diciembre de 1955 cuando la Armada Argentina construyó el Refugio Teniente Esquivel en la isla Thule, siendo el capitán de navío Ricardo A. R. Hermelo su primer jefe. El refugio debió ser abandonado pocos meses después ante una erupción volcánica en una isla vecina.
En 1976 la República Argentina estableció una estación científica en la isla Thule, siendo este el primer asentamiento humano permanente construido en el archipiélago. En la siguiente temporada, la Estación Científica Corbeta Uruguay abrió durante el invierno. Permaneció activa hasta el 20 de junio de 1982, cuando ese territorio ocupado fue desalojado por la armada británica. En diciembre del mismo año, la estación (excepto el refugio Teniente Esquivel) fue destruida por las fuerzas británicas.

### Disputa territorial
El Reino Unido declaró su soberanía sobre las Sandwich del Sur en 1908, agrupándolas junto con otros territorios británicos en el Atlántico Sur como Dependencias de las islas Malvinas. La Argentina que reclamaba jurisdicción sobre en esta zona señaló, ante la pretensión británica, su soberanía sobre las islas en 1948.
Actualmente, el Reino Unido ejerce el control de facto, y así lo ha hecho desde que las islas fueron anexadas en 1908, aunque durante varios períodos Argentina se instaló en los archipiélagos en disputa. Las islas no tienen población indígena y actualmente no hay población permanente.
A raíz de las reclamaciones de la Argentina, el Reino Unido en varias ocasiones (en 1947, 1951, 1953 y 1954) ofreció llevar el asunto a la Corte Internacional de Justicia de La Haya, pero esto fue rechazado por la Argentina.
Así el 4 de mayo de 1955, el ministro de Relaciones Exteriores entregó al embajador británico en Buenos Aires la contestación a la propuesta británica del 21 de diciembre de 1954, para someter la cuestión a un tribunal de arbitraje. En dicha contestación calificó el valor legal de las Cartas Patentes de 1908 y 1917 esgrimidas por Gran Bretaña como títulos probatorios de soberanía, como:

(...) actos o medidas totalmente ineficaces, dado su carácter de documento unilateral inofensivo, huérfano hasta de un repudio por parte del Ejecutivo Argentino.

Las islas Malvinas, así como las tierras que se encuentran en nuestro sector antártico son argentinas, al igual que las Georgias del Sur y las Sandwich del Sur.

Cuando Gran Bretaña llevó la cuestión al tribunal de manera unilateral en 1955, la Argentina se negó, alegando la falta de jurisdicción. El gobierno británico dividió las Dependencias de las islas Malvinas en 1962, de conformidad con el recién firmado Tratado Antártico. Esas zonas al sur de 60°S se convirtieron en el Territorio Antártico Británico, mientras que el resto —las Georgias del Sur y las Sandwich del Sur— conservaron su estado anterior.
Cuando la Argentina estableció la Base Corbeta Uruguay, en la isla Tule en noviembre de 1976, fue descubierta por los británicos en diciembre, quienes protestaron diplomáticamente y enviaron un grupo de trabajo (Operación Journeyman) para proteger las islas Malvinas de una potencial invasión argentina. La base fue ocupada el 20 de junio de 1982 y destruida en diciembre del mismo año.
Durante la guerra de las Malvinas en 1982 fue creada la Gobernación Militar de las Islas Malvinas, Georgias del Sur y Sandwich del Sur, separando esos archipiélagos del Territorio Nacional de Tierra del Fuego, Antártida e Islas del Atlántico Sur, al que fueron reintegradas formalmente en 1985.
El 1 de noviembre de 1989 el Reino Unido proclamó su soberanía sobre un mar territorial alrededor de las islas Sandwich del Sur (SGSSI Territorial Sea Order 1989 N° 1995). El área marítima afectada incluyó a las aguas, lecho y subsuelo del mar adyacente a las islas hasta una distancia de 12 mn contada desde la línea de las más bajas mareas de cada isla o roca. Para el caso de las Georgias del Sur el acta designó 31 puntos alrededor del archipiélago para delimitar una línea de base costera a partir de la línea de las más bajas mareas en cada punto. A su vez, la Argentina el 14 de agosto de 1991 sancionó la ley N.º 23968 que designó los puntos costeros sobre la línea de las más bajas mareas para establecer las líneas de base a partir de las cuales medir el mar territorial, siendo aguas internas las englobadas por las líneas. La ley designó 10 puntos en torno a las islas Candelaria, 3 para la isla Saunders, 11 para la isla Jorge, 4 para la isla Blanco, y 9 para las islas Tule del Sur. Para las islas Zavodovski, Visokoi, y Leskov designó la línea normal de las más bajas mareas. La ley proclamó la soberanía argentina sobre el mar territorial de 12 mn a partir de las 11 líneas de base, una zona contigua al mar territorial de 12 mn, y una zona económica exclusiva de 176 mn a partir del límite exterior de la zona contigua. También reclamó la plataforma continental, lecho y subsuelo de las áreas submarinas que se extienden más allá de su mar territorial y a todo lo largo de la prolongación natural de su territorio hasta el borde exterior del margen continental, o hasta 200 mn de las líneas de base si el borde exterior no llega a esa distancia.
El Reino Unido ha administrado las Georgias del Sur y las Sandwich del Sur por separado de las Malvinas desde que las islas se hicieron un territorio dependiente en 1985, llamado Territorio británico de ultramar de las islas Georgias y Sandwich del Sur. El estatuto del territorio fue alterado por la Ley de los Territorios Británicos de Ultramar de 2002, y la terminología utilizada es ahora territorio británico de ultramar.
El continuo reclamo argentino sobre las Georgias del Sur y las Sandwich del Sur ha quedado plasmado en la disposición transitoria primera de la Constitución de la Nación Argentina en 1994, que dice:

La Nación Argentina ratifica su legítima e imprescriptible soberanía sobre las islas Malvinas, Georgias del Sur y Sandwich del Sur y los espacios marítimos e insulares correspondientes, por ser parte integrante del territorio nacional.
La recuperación de dichos territorios y el ejercicio pleno de la soberanía, respetando el modo de vida de sus habitantes, y conforme a los principios del Derecho Internacional, constituyen un objetivo permanente e irrenunciable del pueblo argentino.

En 2009 Argentina realizó su presentación ante la Comisión de Límites de la Plataforma Continental de las Naciones Unidas, cumpliendo con el artículo 76 párrafo 8 de la CONVEMAR, designando el límite exterior de las áreas de lecho y subsuelo que comprenden su plataforma continental reclamada, incluyendo a las Sandwich del Sur. El Reino Unido realizó la misma acción poco tiempo después, incluyendo las Sandwich del Sur.

## Toponimia
En cuanto a la toponimia del archipiélago, no existe un acuerdo general, pues la Argentina mantiene una y el Reino Unido otra diferente,.

## Islas del archipiélago
La siguiente tabla muestra, de norte a sur, las principales islas pertenecientes al archipiélago de las islas Sandwich del Sur:
| Islas (nombre en inglés)                                                          | Área    | Mayor altura           | Localización                       |
| Islas Traverse (Traversay Islands)                                                |         |                        |                                    |
| Zavodovski (Zavodovski)                                                           | 25 km²  | Monte Curry: 550 m     | 56°18′S 27°34′O / -56.300, -27.567 |
| Leskov (Leskov)                                                                   | 0,3 km² | Pico Rudder: 190 m     | 56°40′S 28°08′O / -56.667, -28.133 |
| Visokoi (Visokoi)                                                                 | 35 km²  | Monte Hodson: 915 m    | 56°42′S 27°13′O / -56.700, -27.217 |
| Islas Candelaria (Candlemas Islands) (a veces incluidas entre las Islas Traverse) |         |                        |                                    |
| Candelaria (Candlemas)                                                            | 14 km²  | Monte Andrómeda: 550 m | 57°05′S 26°39′O / -57.083, -26.650 |
| Vindicación (Vindication)                                                         | 5 km²   | Pico Cuadrante: 430 m  | 57°06′S 26°47′O / -57.100, -26.783 |
| Islas Centrales (Central islands)                                                 |         |                        |                                    |
| Saunders (Saunders)                                                               | 40 km²  | Monte Miguel: 990 m    | 57°48′S 26°28′O / -57.800, -26.467 |
| Jorge (Montagu)                                                                   | 110 km² | Monte Belinda: 1370 m  | 58°25′S 26°23′O / -58.417, -26.383 |
| Blanco (Bristol)                                                                  | 46 km²  | Monte Darnley: 1100 m  | 59°03′S 26°30′O / -59.050, -26.500 |
| Islas Tule del Sur (Southern Thule Islands)                                       |         |                        |                                    |
| Bellingshausen (Bellingshausen)                                                   | 1 km²   | Pico Basilisco: 255 m  | 59°25′S 27°05′O / -59.417, -27.083 |
| Tule (Thule o Morrell)                                                            | 14 km²  | Monte Larsen: 710 m    | 59°27′S 27°18′O / -59.450, -27.300 |
| Cook (Cook)                                                                       | 20 km²  | Monte Harmer: 1115 m   | 59°28′S 27°09′O / -59.467, -27.150 |

Al norte del archipiélago se halla el banco Protector (Protector Shoal), que es un volcán submarino cuya cima está a 27 metros bajo la superficie del mar a 55°54′S 28°06′O / -55.900, -28.100. Al sur del archipiélago se halla el banco Vysokaya (Vysokaya Bank), con una cima de 89 m bajo la superficie del mar a 59°43′S 27°58′O / -59.717, -27.967.

## Puntos extremos
Los puntos extremos del archipiélago son:
- Norte: 56°16′S 27°30′O / -56.267, -27.500 (punta Hedor, en la isla Zavodovski);
- Sur: 59°28′S 27°09′O / -59.467, -27.150 (punta Mar Tendido, en la isla Cook);
- Este: 58°26′S 26°13′O / -58.433, -26.217 (punta Mathias, en la isla Jorge);
- Oeste: 58°38′S 28°08′O / -58.633, -28.133 (punta Oeste, en la isla Leskov);

## Geografía y geología

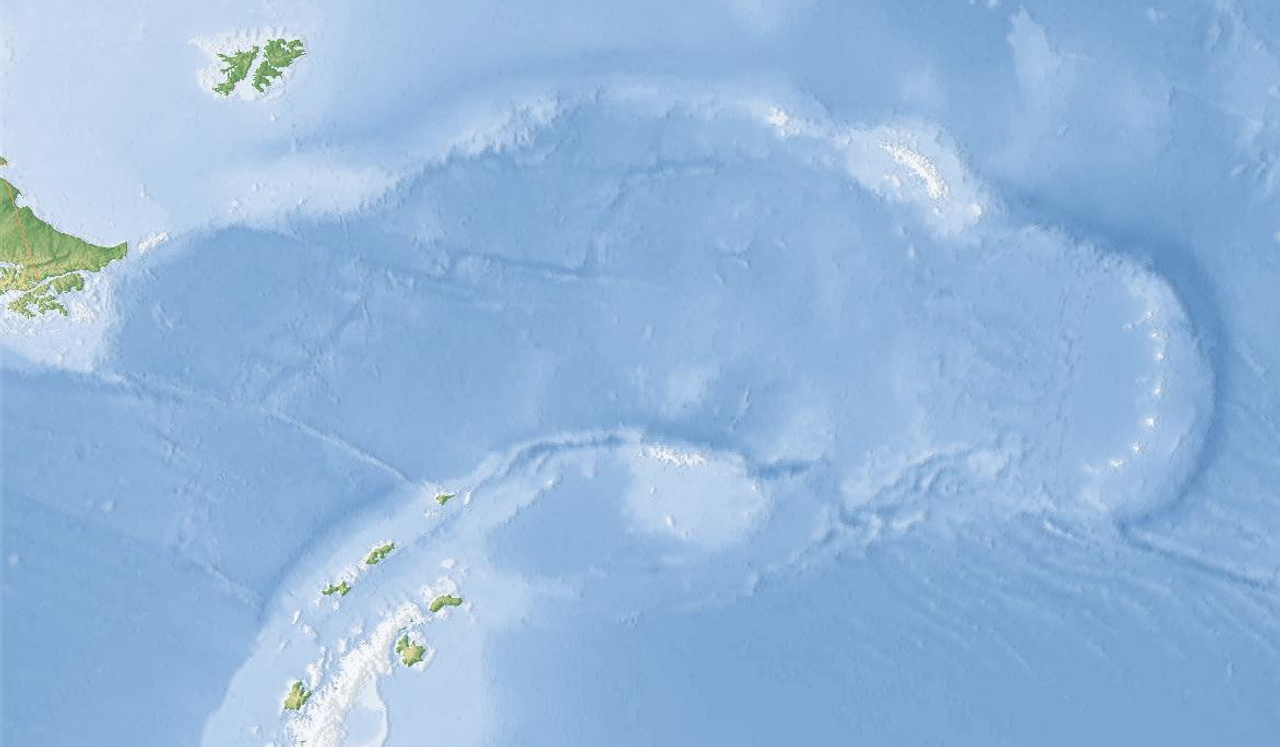
Mar del Scotia con las Antillas del Sur.

Este archipiélago es el más oriental de las Antillas del Sur, siendo su base geológica la dorsal del Scotia, continuación submarina de la cordillera de los Andes que reaparece en el continente antártico con el nombre de Antartandes. Argentina reclama el archipiélago porque son un afloramiento de las estribaciones de la cordillera de los Andes que se sumerge en la isla de los Estados, formando un arco submarino que reaparece en las islas Georgias del Sur, Sandwich del Sur, Orcadas del Sur y Shetland del Sur, emergiendo en la Península Antártica.
El archipiélago se despliega desde los 56°18′S hasta los 59°28′S y desde los 26°14′O hasta los 28°11′O, con una extensión de 386 km en el extremo oriental del mar del Scotia. Las islas están a unos 2300 kilómetros de la Isla de los Estados, a unos 796 km de la isla San Pedro, a 3800 km de Buenos Aires y a 2256 km del polo Sur.
Los grupos más septentrionales son los grupos Candelaria y Marqués de Traverse, mientras que las islas Tule del Sur son las que se encuentran más al sur. Las tres islas más grandes se encuentran entre estos tres grupos (Saunders, Blanco y Jorge). El punto más alto de las islas es el monte Belinda (de 1370 m s. n. m.), en la Isla Jorge.
La descripción general en el Derrotero Argentino dice que:

Las islas son poco frecuentadas por ofrecer escasa protección y difícil desembarco, con una altura promedio sobre el nivel del mar de pocos centenares de metros; son de naturaleza volcánica, revistiendo por lo general formas cónicas, como cráteres que emergen del agua; algunas presentan signos de actividad volcánica y suelen despedir vapores, conservando temperatura, mientras que otras están totalmente cubiertas de glaciares sin mostrar actividad volcánica.

El origen geológico del archipiélago se remonta a la separación del supercontinente Pangea. El istmo que unía a América del Sur con la Antártida se fue quebrando, y conformando el Arco de las Antillas Australes al este de la isla Grande de Tierra del Fuego.

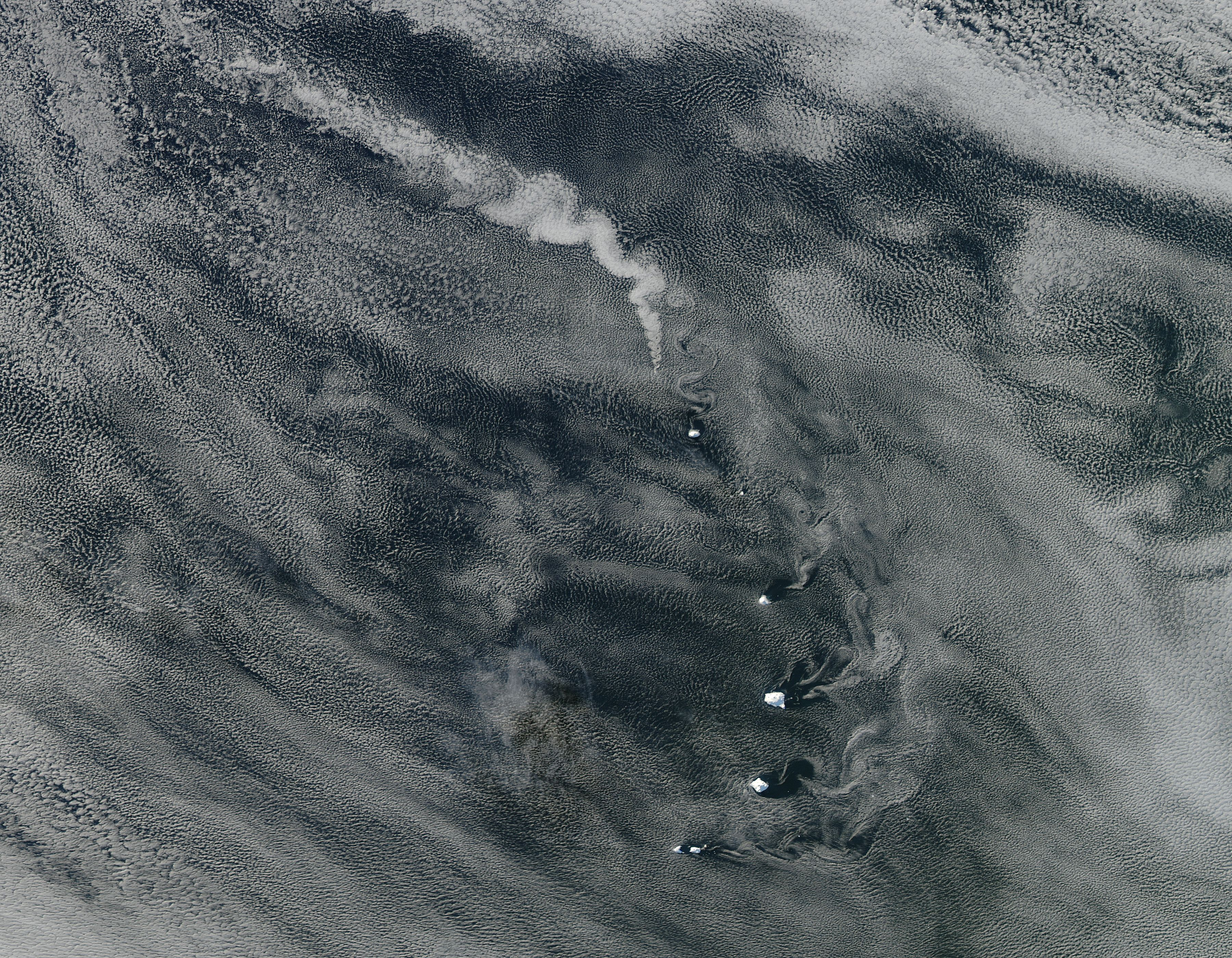
Vista satelital de las Sandwich del Sur en abril de 2012 con una erupción volcánica en la isla Zavodovski.

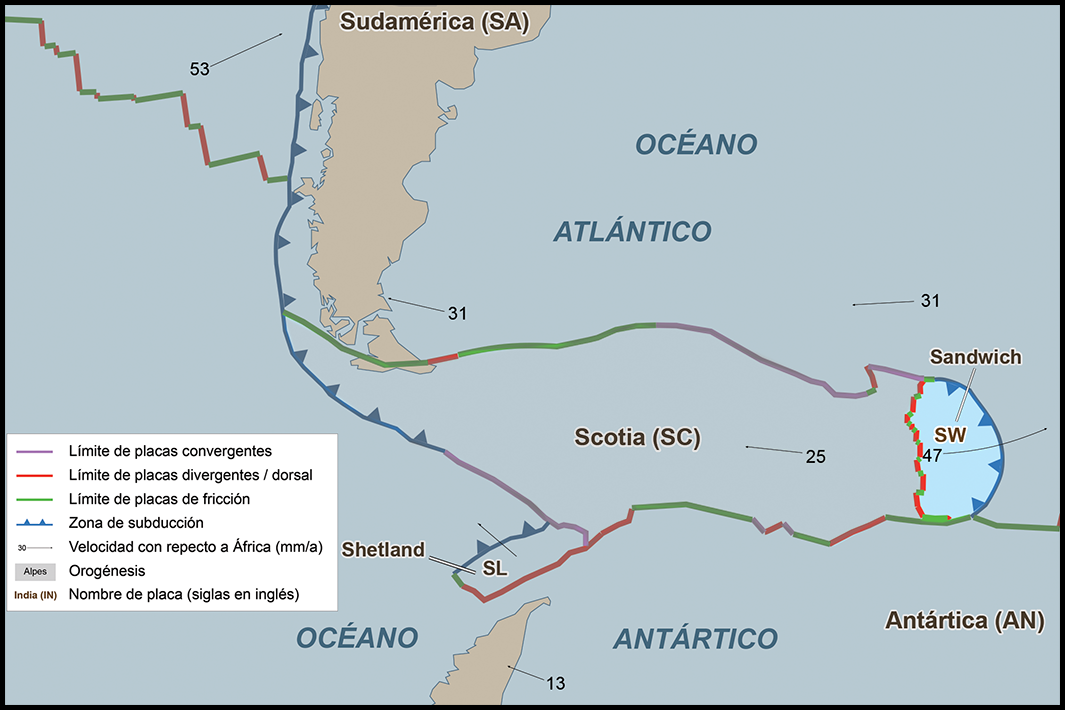
Placa o microplaca tectónica de las Sandwich del Sur.

Este cordón montañoso tiene importante actividad sísmica y volcánica en las Sandwich del Sur puesto que casi inmediatamente al este del archipiélago se encuentra la zona de subducción submarina conocida como fosa de las Sandwich del Sur con profundidades de aproximadamente 8325 metros bajo el nivel del mar. La fosa se encuentra a 122 kilómetros al noroeste, este y sudeste del archipiélago, y es la segunda más profunda del océano Atlántico, luego de la fosa de Puerto Rico. La fosa de las Sandwich del Sur tiene 965 km de longitud y la profundidad máxima es de 8428 metros bajo el nivel del mar. También se la conoce con el nombre de Meteor en la toponimia británica. La fosa ha sido estudiada por el British Antarctic Survey mediante procesos de batimetría, examinando la estructura submarina al norte de las islas utilizando el sistema de ecos y descubriendo numerosas elevaciones y cadenas.
Al oeste, las islas señalan el límite oriental del mar del Scotia y, asimismo, prácticamente el de la placa tectónica Scotia. Las islas se encuentran en la microplaca de las Sandwich del Sur que se traslada hacia el este a un ritmo de 7 centímetros anuales, enfrentando y ubicándose debajo de la placa Sudamericana. Esto produjo el surgimiento del archipiélago hace unos cinco millones de años.
Predominan rocas modernas de origen volcánico: basalto y andesita. Unos 50 km al noroeste de la isla Zavodovski a 27 metros bajo el nivel del océano se ubica un cono volcánico activo que da lugar al banco Protector. Casi todas las islas poseen volcanes activos.
La isla más austral se encuentra a tan solo 50 kilómetros al norte del paralelo 60°S, el límite norte del sector de la Antártida convenido internacionalmente en el Tratado Antártico, lo que genera varios problemas: al no estar en dicho sector es pasible de actos bélicos como ha ocurrido en 1982.
Las costas de todas las islas son recortadas y prácticamente sin playas. Su acceso se dificulta aún más por los violentos temporales. Además, en las aguas circundantes existen grandes cantidades de hielos flotantes del mar de Weddell, exceptuando algunos veranos. Otras características que dificultan la navegación son los arrecifes rocosos y las marejadas.

### Sismología

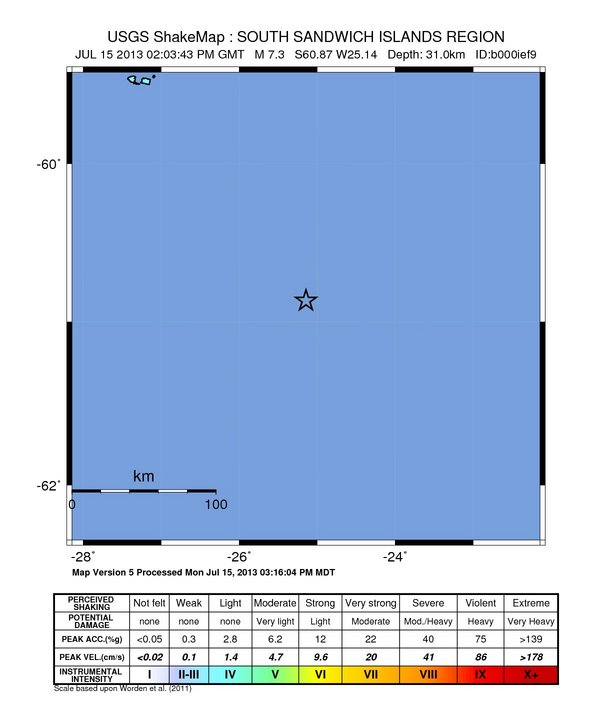
Mapa del terremoto del 15 de julio de 2013.

Entre 1929 y 1963 se registraron una serie de sismos que no sobrepasaron la magnitud 6. En años recientes han ocurrido nuevos sismos de similares características.
El 10 de febrero de 2008 un pequeño terremoto de magnitud 6.5 tuvo su epicentro 205 km al SSE de la isla Blanco. El 30 de junio de 2008 otro terremoto de 7,0 grados en la escala de Richter tuvo su epicentro 285 km al ENE de la isla Blanco.
El 5 de enero de 2010 un sismo de magnitud entre 6.8 y 7 ocurrió al este de las islas a una profundidad de 13 km.
El 15 de enero de 2012, un sismo de magnitud 6.6 sacudió las Sandwich del Sur. El movimiento tuvo una profundidad de 9,8 kilómetros y no generó daños ni personas heridas.
El 15 de julio de 2013, ocurrió otro terremoto de magnitud 7.3 con epicentro a 216 km al SE de la isla Blanco y a una profundidad de 31,3 km.
El 11 de marzo de 2014, un sismo de magnitud 6.8 se registró a 418 km de la isla Blanca, a una profundidad de 10 km y a una intensidad Mercalli de VII.
El 16 de febrero de 2015, un sismo de magnitud 6.2 se registró a 146 km al NNO de la isla Visokoi, a una profundidad de 10 km y a una intensidad Mercalli de I, generando una alerta de tsunami local.

## Clima

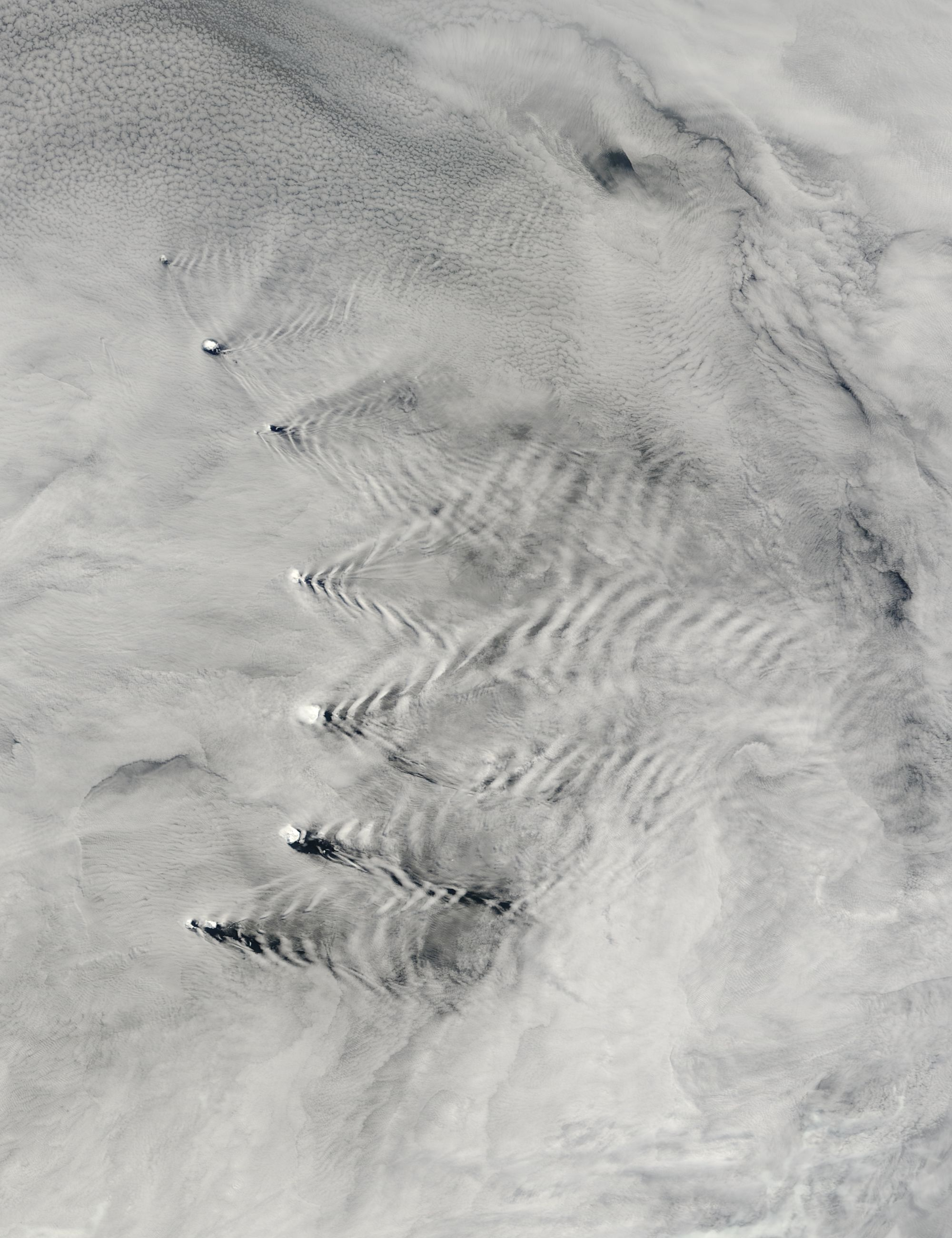
Las islas Sandwich del Sur «conspiran» con las corrientes de aire, formando patrones de ondas en las nubes.

Aunque está al norte del paralelo 60°S que por convención establece el límite de los territorios antárticos el grupo de las Sandwich del Sur, como el de las Georgias del Sur, se ubica dentro de la Convergencia Antártica. El clima es muy hostil y riguroso, frío, perhúmedo oceánico y muy ventoso. En invierno el mar que rodea al archipiélago se mantiene congelado. Las islas Sandwich del Sur son mucho más frías que las Georgias del Sur, y están más expuestas a brotes de frío desde el continente antártico por su cercanía. Las islas en general son brumosas y se encuentran casi totalmente cubiertas por hielos y nieves permanentes. También están rodeadas de hielo marino desde mediados de mayo hasta finales de noviembre (incluso más tiempo en su extremo sur).
Casi todo el archipiélago está cubierto por nubes y el 90 % de los días del año son de mal tiempo. Las islas también se caracterizan por la falta de claridad solar, ya que el sol brilla durante muy pocas horas. Las nieblas son frecuentes y hay muy pocos días despejados en el verano. Las cumbres de las montañas y volcanes suelen quedar ocultas detrás de nubes bajas.
Los vientos son fuertes y provienen del sudeste. La temperatura media anual es de –4,4 °C, más fría que las Shetland del Sur en la Antártida. Aunque las islas están más al norte que las últimas nombradas, son más frías por encontrarse cerca de la corriente marina de Weddell. El registro de temperatura más baja ha sido de -13,1 °C en el mes de julio (mes más frío) y el más alto de 0,5 °C en el mes de febrero (mes más cálido). Las temperaturas extremas registradas en las islas Tule del Sur han oscilado entre –29,8 °C y 17,7 °C.
En cuanto a la presión atmosférica, las Sandwich del Sur se hallan en una zona de depresiones atmosféricas.
En 1957, el gobierno de Argentina planeó construir una estación meteorológica para estudiar las características de las islas y sus mares adyacentes. Recién en 1976 se vuelve a habitar la isla, con la Base Corbeta Uruguay, instalándose la estación meteorológica.
La Estación Científica Corbeta Uruguay de la Argentina en la isla Thule/Morrell, registró durante su funcionamiento los siguientes datos:
| Parámetros climáticos promedio de Base Corbeta Uruguay, Islas Sandwich del Sur (1979-1982) | Parámetros climáticos promedio de Base Corbeta Uruguay, Islas Sandwich del Sur (1979-1982) | Parámetros climáticos promedio de Base Corbeta Uruguay, Islas Sandwich del Sur (1979-1982) | Parámetros climáticos promedio de Base Corbeta Uruguay, Islas Sandwich del Sur (1979-1982) | Parámetros climáticos promedio de Base Corbeta Uruguay, Islas Sandwich del Sur (1979-1982) | Parámetros climáticos promedio de Base Corbeta Uruguay, Islas Sandwich del Sur (1979-1982) | Parámetros climáticos promedio de Base Corbeta Uruguay, Islas Sandwich del Sur (1979-1982) | Parámetros climáticos promedio de Base Corbeta Uruguay, Islas Sandwich del Sur (1979-1982) | Parámetros climáticos promedio de Base Corbeta Uruguay, Islas Sandwich del Sur (1979-1982) | Parámetros climáticos promedio de Base Corbeta Uruguay, Islas Sandwich del Sur (1979-1982) | Parámetros climáticos promedio de Base Corbeta Uruguay, Islas Sandwich del Sur (1979-1982) | Parámetros climáticos promedio de Base Corbeta Uruguay, Islas Sandwich del Sur (1979-1982) | Parámetros climáticos promedio de Base Corbeta Uruguay, Islas Sandwich del Sur (1979-1982) | Parámetros climáticos promedio de Base Corbeta Uruguay, Islas Sandwich del Sur (1979-1982) |
| Mes                                                                                        | Ene.                                                                                       | Feb.                                                                                       | Mar.                                                                                       | Abr.                                                                                       | May.                                                                                       | Jun.                                                                                       | Jul.                                                                                       | Ago.                                                                                       | Sep.                                                                                       | Oct.                                                                                       | Nov.                                                                                       | Dic.                                                                                       | Anual                                                                                      |
| ------------------------------------------------------------------------------------------ | ------------------------------------------------------------------------------------------ | ------------------------------------------------------------------------------------------ | ------------------------------------------------------------------------------------------ | ------------------------------------------------------------------------------------------ | ------------------------------------------------------------------------------------------ | ------------------------------------------------------------------------------------------ | ------------------------------------------------------------------------------------------ | ------------------------------------------------------------------------------------------ | ------------------------------------------------------------------------------------------ | ------------------------------------------------------------------------------------------ | ------------------------------------------------------------------------------------------ | ------------------------------------------------------------------------------------------ | ------------------------------------------------------------------------------------------ |
| Temp. media (°C)                                                                           | 0.3                                                                                        | 0.5                                                                                        | 0.1                                                                                        | -1.8                                                                                       | -6.0                                                                                       | -9.9                                                                                       | -13.1                                                                                      | -9.1                                                                                       | -7.5                                                                                       | -4.1                                                                                       | -2.1                                                                                       | -0.6                                                                                       | -4.4                                                                                       |
| Humedad relativa (%)                                                                       | 74                                                                                         | 73                                                                                         | 77                                                                                         | 83                                                                                         | 87                                                                                         | 92                                                                                         | 89                                                                                         | 89                                                                                         | 88                                                                                         | 84                                                                                         | 79                                                                                         | 77                                                                                         | 82.7                                                                                       |
| Fuente: Servicio Meteorológico Nacional (Argentina)                                        |                                                                                            |                                                                                            |                                                                                            |                                                                                            |                                                                                            |                                                                                            |                                                                                            |                                                                                            |                                                                                            |                                                                                            |                                                                                            |                                                                                            |                                                                                            |

Desde los años 1990 el Servicio Meteorológico de Sudáfrica (South African Weather Bureau), con permiso británico, mantiene dos estaciones meteorológicas automáticas en las islas Zavodovski y Thule/Morrell.

## Flora
La flora del archipiélago es muy escasa por el clima subpolar y la abundancia de pingüinos que ocupa todo el suelo disponible. La isla Zavodovski posee manchones aislados de pasto (Deschampsia antarctica), de musgos, y unas 42 especies de líquenes, denominados «misérrimos» por los argentinos. Además, alrededores de las fumaroles existen comunidades aisladas de briofitas. Los musgos y los líquenes aparecen en las áreas descubiertas de nieve durante el verano conformando pequeños manchones de tundra.

## Fauna
La fauna del archipiélago es nula en cuanto a mamíferos terrestres, reptiles y anfibios, pero es rica en las costas y las aguas circundantes. En cuanto a los mamíferos marinos, hay muchos leopardos marinos, focas y lobos marinos de distinto tipo (especialmente de Weddell) y algunos elefantes marinos. En cuanto a las aves, hay seis especies de pingüinos con miles de ejemplares cada una, conformando las más grandes colonias pingüineras del mundo. La especie menos numerosa es la de los pingüinos emperador (Aptenodytes forsteri).
También hay siete especies de petreles, una de cormoranes, una de gaviota y una de golondrina, además de skúas y palomas antárticas. Los pingüinos macarrones (Eudyptes chrysolophus) y los petreles grandes son considerados especies vulnerables.
En cuanto a los peces, éstos escasean, mientras que el kril es abundante. De hecho, se considera a las aguas de las islas como la mayor reserva mundial de proteínas. Hasta inicios del siglo XX también abundaban cetáceos como la ballena franca austral y la gigantesca ballena azul.
En febrero de 2012, el gobierno colonial británico de las Georgias del Sur y Sandwich del Sur anunció el establecimiento de una zona de protección marina de más de un millón de km² en las aguas que rodean las islas. Incluye 20 000 km² en los que la pesca está totalmente prohibida, para proteger la rica biodiversidad de los archipiélagos y el hábitat natural de varias especies amenazadas. El entonces ministro argentino de Defensa, Arturo Puricelli, dijo que la decisión británica «obedecía a buscar y generar un espacio que, encubierto en el marco de la ecología y el cuidado del medio ambiente, les permita determinar un espacio de mayor usurpación». El secretario de Estado de Relaciones Exteriores del Reino Unido, Henry Bellingham, felicitó la acción.

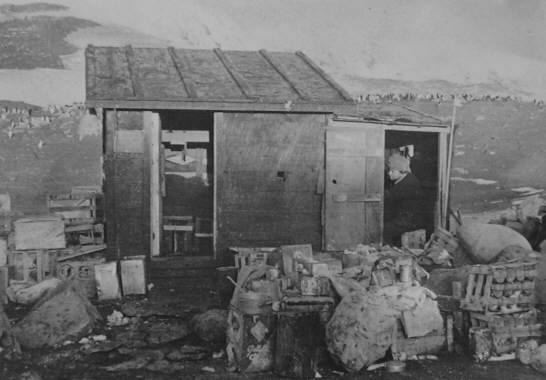
El Refugio Teniente Esquivel en 1955.

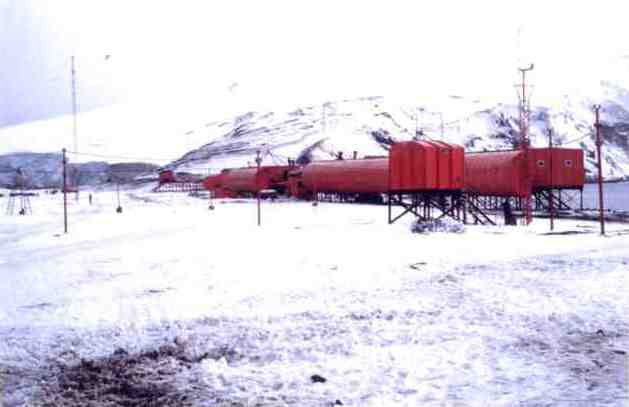
La Base Corbeta Uruguay en 1981.

## Comunicaciones
A lo largo de la historia de la ocupación de la Argentina de las Sandwich del Sur, tanto en el Refugio Teniente Esquivel (entre 1955 y 1956) como en la Base Corbeta Uruguay (entre 1976 y 1982), funcionó un servicio de correo postal y se realizaron transmisiones de radio.
Para las respectivas transmisiones se usaron las señales de radiopaís asignadas a las islas, con indicativos del tipo LU#Z (LU es uno de los prefijos asignados a la Argentina, # hace referencia a cualquier número y Z es el sufijo de la Antártida Argentina y el Departamento Islas del Atlántico Sur). Para el reclamo británico se tiene VP8 (VP8/SA), iguales a las asignadas a las islas Malvinas y Georgias del Sur.

## Gobierno
El poder ejecutivo recae en el monarca del Reino Unido y lo ejerce el comisionado, cargo que ocupa el gobernador colonial de las Islas Malvinas. El actual comisionado es Nigel Phillips, que se convirtió en comisionado el 12 de septiembre de 2017. Un director general (Martin Collins) se ocupa de cuestiones de política y es el director de la Dirección General de Pesca, responsable de la asignación de licencias de pesca. Un oficial ejecutivo (Richard McKee) se ocupa de los asuntos administrativos relacionados con el territorio. También se nombran un oficial de medio ambiente (Jennifer Lee) y un oficial de marina y pesca (Katherine Ross). El secretario financiero y el fiscal general del territorio son nombrados de oficio nombramientos similares en el gobierno de las Islas Malvinas.
Dado que en las islas no hay habitantes permanentes, no se necesita un consejo legislativo ni elecciones. El Ministerio de Asuntos Exteriores del Reino Unido gestiona las relaciones exteriores del territorio. Desde 1982, el territorio celebra el llamado «Día de la Liberación» el 14 de junio.
La constitución del territorio (aprobada el 3 de octubre de 1985), la forma en que se dirige su gobierno y la disponibilidad de revisión judicial se examinaron en una serie de litigios entre 2001 y 2005. Aunque su gobierno está totalmente dirigido por el Ministerio de Relaciones Exteriores del Reino Unido, se sostuvo que, dado que actuaba como agente de la Corona por derecho de las Islas Georgias del Sur y Sandwich del Sur y no por derecho del Reino Unido, sus decisiones bajo esa dirección no podían impugnarse como si fueran decisiones de derecho de un departamento gubernamental del Reino Unido; por lo tanto, el Convenio Europeo de Derechos Humanos no era aplicable.
Bajo la organización territorial de la Argentina, las islas (al igual que las islas Georgias del Sur, islas Malvinas e islas Aurora) forman parte del departamento Islas del Atlántico Sur, dentro de la Provincia de Tierra del Fuego, Antártida e Islas del Atlántico Sur, siendo su máxima autoridad el gobernador fueguino, al formar las islas, justamente, parte integrante del territorio provincial. De igual manera ocurre con la constitución del territorio, la cual es la constitución provincial fueguina.